# Les Flamandes
Pistes de La Valse à mille temps
Ne me quitte pas Isabelle
Les Flamandes est une chanson de l'auteur-compositeur-interprète Jacques Brel sortie en 1959, extraite du 33 tours 25cm La Valse à mille temps, elle est également publiée comme titre phare d'un super 45 tours.

## Discographie
1959 :
- 33 tours 25cm Philips B 76.483 R[1] La Valse à mille temps
- super 45 tours Philips 432.425 BE : Les Flamandes, Seul - Isabelle, La Colombe[2]

Discographie live :
1962 :
- 33 tours 30cm Philips B 77 386 L Jacques Brel à l'Olympia[3]

## Classements
| Classement (1960)                       | Meilleure place |
| --------------------------------------- | --------------- |
| Belgique (Wallonie Ultratop 50 Singles) | 39              |